# العار (فلم سويدي)
العار (بالإنجليزية: Shame), هو فيلم درامي، خيالي سويدي 1968 من إخراج إنغمار بيرغمان وسيناريو بواسطة إنغمار بيرغمان الفيلم من بطولة ماكس فون سيدو وليف أولمان وسيكا فورست يهدف الفيلم إلى توضيح بصورة مبسطة مدى أضرار الحرب والذعر التي تسببه على نفسية الإنسان من خلال حياة إيفا وجان، بالإضافة إلى تجسيد معان أخرى (القلق، الضغوطات النفسية، سلوك عدائي، الغيرة، الكراهية وقلة الحياء), إيفا وجان متزوجان منذ 7 سنوات، كلاهما عازفي الموسيقى ينظمان الأوركسترا في الماضي، إتخذا مكان بعيداً في المزرعة هرباً من الحرب الاهلية، لا علاقة لهما مع أي تيار سياسي حتى انهما لا يملكان راديو ولا هاتف، رغم ذلك، أهوال الحرب تلاحقهما...

## روابط خارجية
- العار على موقع IMDb (الإنجليزية)
- العار على موقع الموسوعة البريطانية (الإنجليزية)
- العار على موقع روتن توميتوز (الإنجليزية)
- العار على موقع نتفليكس (الإنجليزية)
- العار على موقع ألو سيني (الفرنسية)
- العار على موقع Turner Classic Movies (الإنجليزية)
- العار على موقع أول موفي (الإنجليزية)
- العار على موقع فيلمافينيتي (الإسبانية)
- العار على موقع قاعدة بيانات الأفلام السويدية (السويدية)
- العار على موقع قاعدة بيانات الفيلم (الإنجليزية)